# Lamin Samateh
Lamin Basmen Samateh (* 26. Juni 1992 in Kiang Keneba) ist ein gambischer Fußballspieler, der seit Januar 2011 beim kroatischen Verein Lokomotiva Zagreb spielt und dort einen Vertrag bis 2018 besitzt.

## Karriere

### Verein
Lamin Samateh war in den Spielzeiten 2009 und 2010 der GFA League First Division beim Steve Biko FC unter Vertrag, ehe er in der Winterpause, also im Januar 2011 zum kroatischen Verein Lokomotiva Zagreb wechselte. Sein Ligaspieldebüt folgte am 25. Februar beim 0:0-Unentschieden gegen NK Osijek. Am 13. Mai erzielte Samateh beim 2:0-Heimsieg über Cibalia Vinkovci sein erstes Tor für NK Lokomotiva, welches jedoch in sieben Einsätzen während der Saison 2011/12 sein einziges blieb. In den Spielzeiten 2011/12 und 2012/13 kam Samateh zu regelmäßigen Einsätzen, sofern eingesetzt begann er auch meist in der Startelf. Jedoch kam er in der aktuellen Saison 2013/14 nur zu vier Ligaspiele, davon zwei als Einwechselspieler.

### Nationalmannschaft
2009 gehörte Samateh dem Kader der gambischen U-17-Nationalmannschaft für die U-17-Fußball-Weltmeisterschaft 2009 an, er absolvierte alle drei Gruppenspiele gegen den Iran (0:2), die Niederlande (1:2) und Kolumbien (2:2).
Am 2. Juni 2012 absolvierte er im Rahmen der Qualifikation für die Fußball-Weltmeisterschaft 2014 in Brasilien sein A-Länderspieldebüt im Gruppenspiel gegen Marokko, als er in der 65. Minute für Yankuba Ceesay eingewechselt wurde. Im März 2013 kam Samateh zu seinem ersten Länderspiel in der Startelf und zwar bei der 0:3-Niederlage gegen die Elfenbeinküste. In vier Länderspieleinsätzen kam der Innenverteidiger bisher zu keinem Torerfolg.